# Paweł Sarna
Pour les articles homonymes, voir Sarna.
Paweł Sarna (né le 26 janvier 1977 dans la ville industrielle de Jaworzno dans le Sud de la Pologne), est un poète et essayiste polonais.

## Œuvres
- Ten i Tamten (współaut. P. Lekszycki), Bydgoszcz, Świadectwo 2000,  (ISBN 83-87531-87-1).
- Biały OjczeNasz Kraków, Zielona Sowa 2002,  (ISBN 83-7220-502-7).
- Czerwony żagiel Kraków, Zielona Sowa 2006,  (ISBN 83-7435-189-6).
- Śląska awangarda. Poeci grupy Kontekst. Katowice, Katowickie Stowarzyszenie Artystyczne 2004,  (ISBN 83-921199-0-8).